# Брэила (Молдова)
Браила (рум. Brăila) — село в Молдавии, в составе коммуны Бачой сектора Ботаника муниципия Кишинёв. Кроме него в коммуну также входят сёла Бачой, Страйстены и Фрумушика.

## Название
Старое название села было Негрешть (рум. Negreşti). Название «Брэила» появилось после появления нового владельца села.

## География
Село Брэила находится на юго-западе от села Бачой на левом берегу реки Ишновец с обеих сторон дороги «Яловены — Сынжерей». Город расположен на расстоянии 15 км к юго-востоку от железнодорожной станции Ревака в Кишинёве. Село имеет площадь около 0,23 км², периметр — 1,97 км.

## Климат
Село находится в умеренном климатическом поясе. Зима мягкая, но иногда случаются морозные дни. Летняя погода разнообразна: в один и тот же день может быть солнечно, дождь, град и т.д.

## Население
В 1997 году население села оценивалось в 950 человек.
По данным переписи 2004 года, в селе проживают 905 человек: 50,06% составляют мужчины и 49,94% — женщины. Национальный состав выглядит следующим образом: 97,57% — молдаване, 0,22% — украинцы, 1,44% — русские, 0,77% — другие национальности.